# Kurgan von Maikop

Denkmal an der Ausgrabungsstelle

Der Kurgan von Maikop wird auf 3700–3100 v. Chr. datiert. Er stand an einer Straßenkreuzung auf dem Gebiet der Stadt Maikop im nordwestlichen Kaukasus. Er wurde 1897 durch den russischen Orientalisten Nikolai Iwanowitsch Wesselowski aus Sankt Petersburg ausgegraben. Er wurde zum eponymen Fundort für die Maikop-Kultur des nordwestlichen Kaukaususvorlandes.

## Aufbau des Hügels
Vor der Ausgrabung war der Hügel noch 10,6 m hoch. die Anwohner gewannen daraus Baumaterial, wodurch er an der West- und Nordseite bereits teilweise zerstört war. Da Wesselowski befürchtete, sie würden ein Grab zerstören, begann er mit Ausgrabungen. Der Hügel enthielt im westlichen Teil in 3,2 m Tiefe eine Nachbestattung und war von einem Steinkreis umgeben.:3

## Grabkammer
Die Grabkammer war 5 × 3 m groß und 1,45 m hoch. Das Dach der hölzernen Grabkammer, die sich nicht erhalten hatte, wurde von vier Pfosten gestützt und war mit angenagelten Silberstreifen verziert:4 Die dreigeteilte Kammer enthielt drei Skelette, die nie anthropologisch untersucht wurden.:4

## Hauptbestattung
Das Skelett in der größeren Kammer war mit einer Schicht Bleioxid (Pb3O4) bedeckt. Seine Kleidung war mit 135 Goldapplikationen in Form von Tieren (68 Löwen, 19 Stiere), Pflanzen (10 Rosetten) und geometrischen Mustern (38 Kreise) verziert. Als Schmuck sind Perlen aus Gold, Silber, Karneol und Türkis nachgewiesen. Unter dem Schädel lagen Goldstreifen, die als Bestandteile von Diademen interpretiert werden.:5
Zu den Beigaben gehörten zwölf Pfeilspitzen aus Feuerstein, 17 Segmente und mehrere Gold- und Silberröhren, die von B. V. Farmakovskii 1914 als Bestandteile eines Baldachins interpretiert wurden:6; oder nach neueren Analysen als Trinkhalme zum Bier trinken. Neben Geräten aus Stein und Kupfer enthielt die Kammer 16 Gefäße aus Gold und Silber sowie Tongefäße.
Auf den Blechgefäßen und Applikationen sind eine Reihe von Tieren dargestellt, darunter Katzenartige (Leoparden oder Geparden), Auerochsen, Wildschafe:16, verschiedene Vögel, Wildschweine, Wildpferde, Wildschafe, Kropfgazellen, Löwen und Bären.
Der Ausgräber interpretierte die Bestattung als männlich und nahm an, dass der Tote mit seiner Frau und einer Sklavin bestattet worden war. Diese Interpretation wurde jedoch nicht durch anthropologische Untersuchungen gestützt.